# Manuel Thurnwald
Manuel Thurnwald (* 16. Juli 1998) ist ein österreichischer Fußballspieler.

## Karriere

### Verein
Thurnwald begann seine Karriere beim SK Rapid Wien. Nachdem er zuvor in der Akademie gespielt hatte, debütierte er im März 2016 für die Zweitmannschaft in der Regionalliga.
Im November 2016 wurde er aufgrund einer Verletzung von Mario Pavelic erstmals in den Kader der Profis berufen. Sein Debüt gab er am 3. November 2016 am vierten Spieltag der Europa League 2016/17 gegen die US Sassuolo Calcio, als er in der Startelf aufgeboten wurde. Sein Debüt in der Bundesliga gab er drei Tage später, als er am 14. Spieltag gegen den Wolfsberger AC erneut in der Startelf stand.
Im Juli 2019 wechselte er zum Ligakonkurrenten SCR Altach, bei dem er einen bis Juni 2021 laufenden Vertrag erhielt. Für Altach kam er in vier Spielzeiten zu 93 Bundesligaeinsätzen. Nach der Saison 2022/23 verließ er das Team.
Nach eineinhalb Jahren ohne Verein wechselte Thurnwald im Jänner 2025 zum Zweitligisten Floridsdorfer AC. Für den FAC lief er achtmal in der 2. Liga auf. Zur Saison 2025/26 wechselte er zum Ligakonkurrenten FC Hertha Wels.

### Nationalmannschaft
Thurnwald debütierte im September 2016 gegen Irland für die österreichische U-19-Auswahl. Im Juni 2017 absolvierte er gegen Ungarn sein erstes Spiel für das U-21-Team.
Im März 2019 spielte er gegen Norwegen erstmals für die U-20-Auswahl.

## Persönliches
Sein Vater Thomas (* 1960) spielte für den Wiener Sport-Club in der Bundesliga.